# Mòng biển lớn lưng đen
Mòng biển lớn lưng đen (danh pháp khoa học: Larus marinus) là một loài chim trong họ Laridae. Chúng là loài mòng biển lớn nhất trên thế giới, sinh sống ở các vùng duyên hải Châu Âu, Bắc Mỹ và các hải đảo ở Bắc Đại Tây Dương.
Nhìn chung loài mòng biển này không có xu hướng di trú theo mùa, nhưng một số cá thể mòng biển lớn lưng đen đã thực hiện các chuyến hành trình vào sâu trong lục địa hoặc xuống phía Nam, đến những khu vực có các hồ lớn.
Mòng biển lớn lưng đen là một trong những loài vật được Carolus Linnaeus miêu tả trong tác phẩm Systema Naturae và cho đến nay nó vẫn giữ danh pháp khoa học Larus marinus thời đó.

## Mô tả
Đây là loài mòng biển lớn nhất thế giới, lớn hơn cả mòng biển Herring. Nó có chiều dài cơ thể 71–79 cm (28–31 in) với sải cánh 1,5–1,7 m (5–5.7 ft) và cân nặng 1,3–2,3 kg (2.9–5 lb); các con đực cỡ lớn thậm chí còn có thể nặng hơn nữa. Trông chúng khá bề thế và có chiếc mỏ rất khỏe. Con trưởng thành có lông cánh và lưng đen với mũi cánh màu trắng. Đôi chân có màu hồng, còn chiếc mỏ có màu vàng với một đốm đỏ.
Chim non có những đốm hình vảy màu nâu đen ở lưng cùng các hoạ tiết đơn giản ở cánh. Chúng trưởng thành hoàn toàn vào lúc bốn tuổi - chậm hơn so với các loài mòng biển lớn khác. The call is a deep "laughing" cry.

## Hành vi

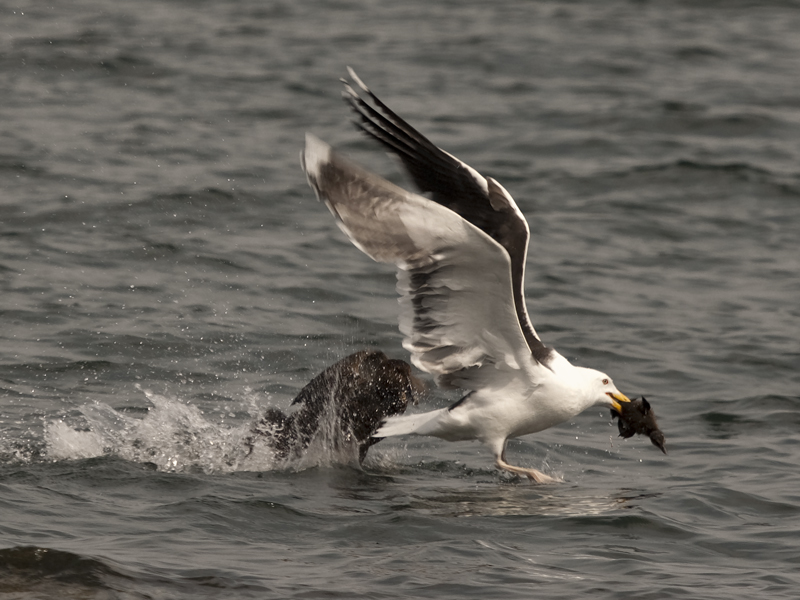
Một con mòng biển đang tóm một con vịt biển con.

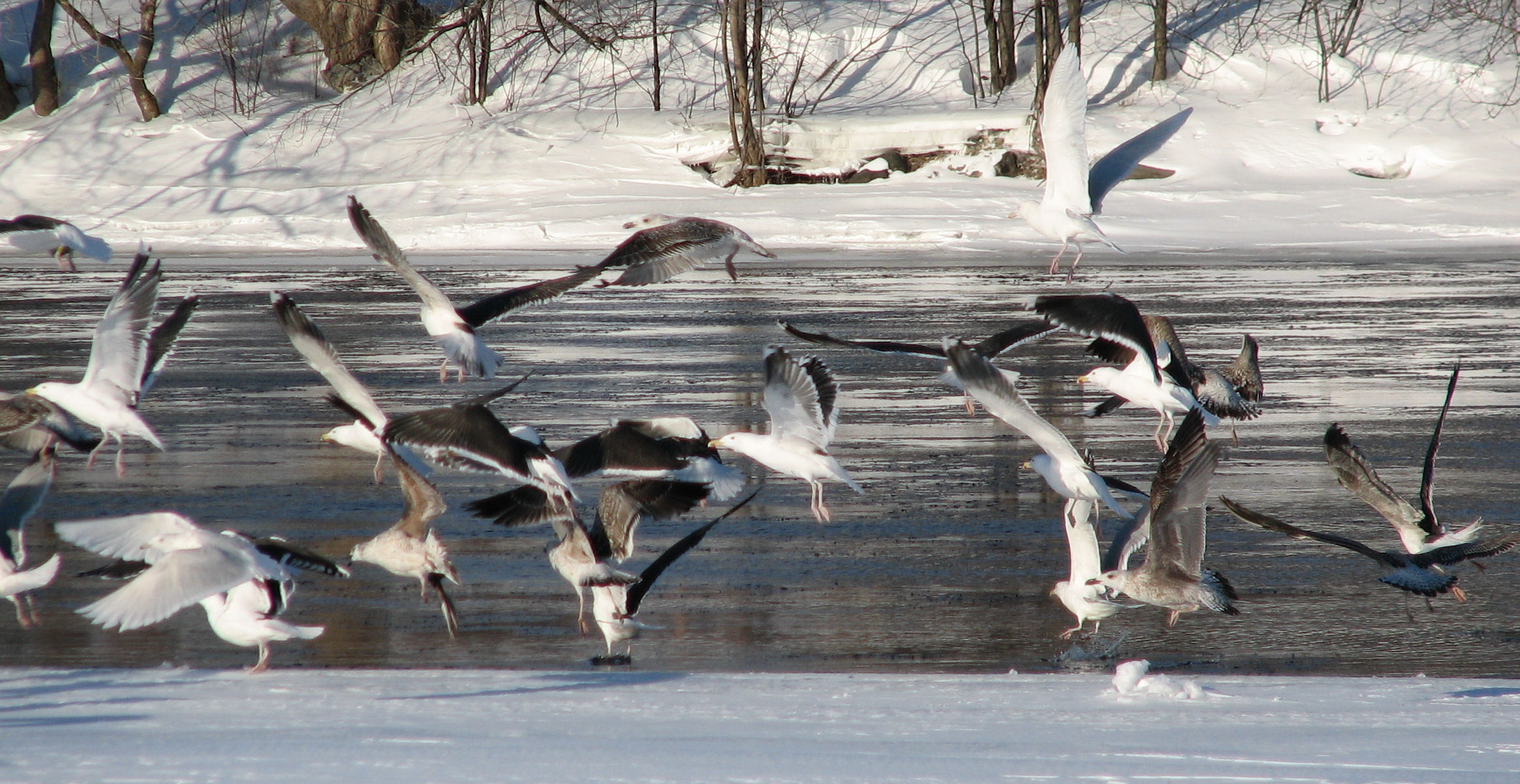
Một đàn mòng biển đang cất cánh khi đang trong quá trình di cư xuống phía Nam xuyên qua Ottawa, Ontario

Mòng biển lớn lưng đen là loài săn mồi cơ hội, tức là một phần đáng kể lượng thức ăn của chúng (có nhiều khi chiếm đến hơn một nửa khẩu phần) chính là các thực phẩm thừa mà những loài vật khác chưa tiêu thụ hết. Một phần đáng kể khác có được qua việc săn bắt cá. Tuy nhiên, trái với hầu hết các loài thuộc chi Mòng biển khác, mòng biển lớn lưng đen thực hiện việc săn mồi nhiều hơn và thường xuyên tấn công các con mồi có kích thước nhỏ hơn chúng, thể hiện đặc tính chim săn mồi nhiều hơn các loài mòng biển thông thường. Mòng biển lớn lưng đen không có vuốt sắc nhọn và mỏ khoằm, sắc bén như các loài chim săn mồi khác, vì vậy chúng chủ yếu dựa vào ưu thế thể lực, sức bền cũng như sự hung hăng trong việc săn, bắt và dồn con mồi vào thế không thể chống trả hay trốn thoát (ví dụ như cắp mồi trên không trung hoặc đè con mồi xuống mặt đất) và đợi cho con mồi kiệt sức sau một thời gian vùng vẫy trong vô vọng. Đến lúc này, mòng biển sẽ cắn cổ con mồi hoặc bẻ gãy cổ nó bằng một cú lắc cực mạnh; hoặc dùng chiếc mỏ siêu khỏe đập vỡ đầu con mồi. Mòng biển cũng tận dụng triệt để môi trường xung quanh trong việc giết mồi tỉ như dìm chết nó hoặc dộng đầu con mồi vào tảng đá, hoặc đơn giản hơn thả cho con mồi rớt từ trên cao xuống mặt đất cứng rồi kết liễu nó bằng một cú đâm bổ chết người từ trên không. Kiểu săn mồi này có thể thấy thường xuyên ở các khu vực thành thị hay các bãi rác nơi mòng biển tấn công các con bồ câu thành phố, chuột cống và chuột nhắt. Chúng cũng thường xuyên ăn cắp thức ăn của các loài chim biển khác, và thường bay theo các loài cá voi lưng gù, cá nhám hồi và cá hồi vây xanh Đại Tây Dương để "ăn ké" các con cá nhỏ bị những loài này dồn lên trên mặt nước. Mòng biển lớn lưng đen cũng thường xuyên tấn công trứng, chim non và chim trưởng thành trong tổ của các loài chim biển nhỏ hơn nó; trong đó các loài hải âu rụt cổ Đại Tây Dương, chim Uria, mòng biển Herring, nhạn biển, nhạn biển hồng sẫm, hải âu đảo Man, chim lặn có sừng và mòng biển cười là nạn nhân thường xuyên của chúng. Chim non là mục tiêu chủ yếu vì chúng dễ bị phát hiện, dễ bị tóm và dễ dàng "chế biến" do có kích thước nhỏ. Mòng biển lớn lưng đen có thể nuốt chửng nguyên một con hải âu rụt cổ, nhạn biển hay một con vịt nhỏ.
Mòng biển lớn lưng đen chủ yếu sinh sản trong các nhóm nhỏ, chúng làm tổ trên bề mặt của các núi đá cao nằm ven biển. Một cá thể mỗi lứa đẻ ba trứng. Chim non bắt đầu rời tổ khi được năm mươi ngày tuổi và có thể tiếp tục sống với cha mẹ suốt một tháng sau đó; tuy nhiên phần lớn lũ chim mới ra ràng này tụ tập lại với nhau thành những đám lớn và tự mình đi kiếm ăn. Trứng và chim non có thể trở thành mục tiêu tấn công của quạ, mèo, cò, gấu trúc Bắc Mỹ, chuột cống và cả những loài mòng biển khác. Đại bàng đầu trắng, Đại bàng vàng, và đại bàng đuôi trắng là những loài chim duy nhất có khả năng săn bắt các con mòng biển lớn lưng đen trưởng thành. Cá hổ kình và cá mập cũng là các thiên địch đáng sợ khác của chúng.
Theo ghi nhận, tuổi thọ cao nhất trong tự nhiên của loài mòng biển lớn lưng đen là 27,1 năm.

## Hình ảnh

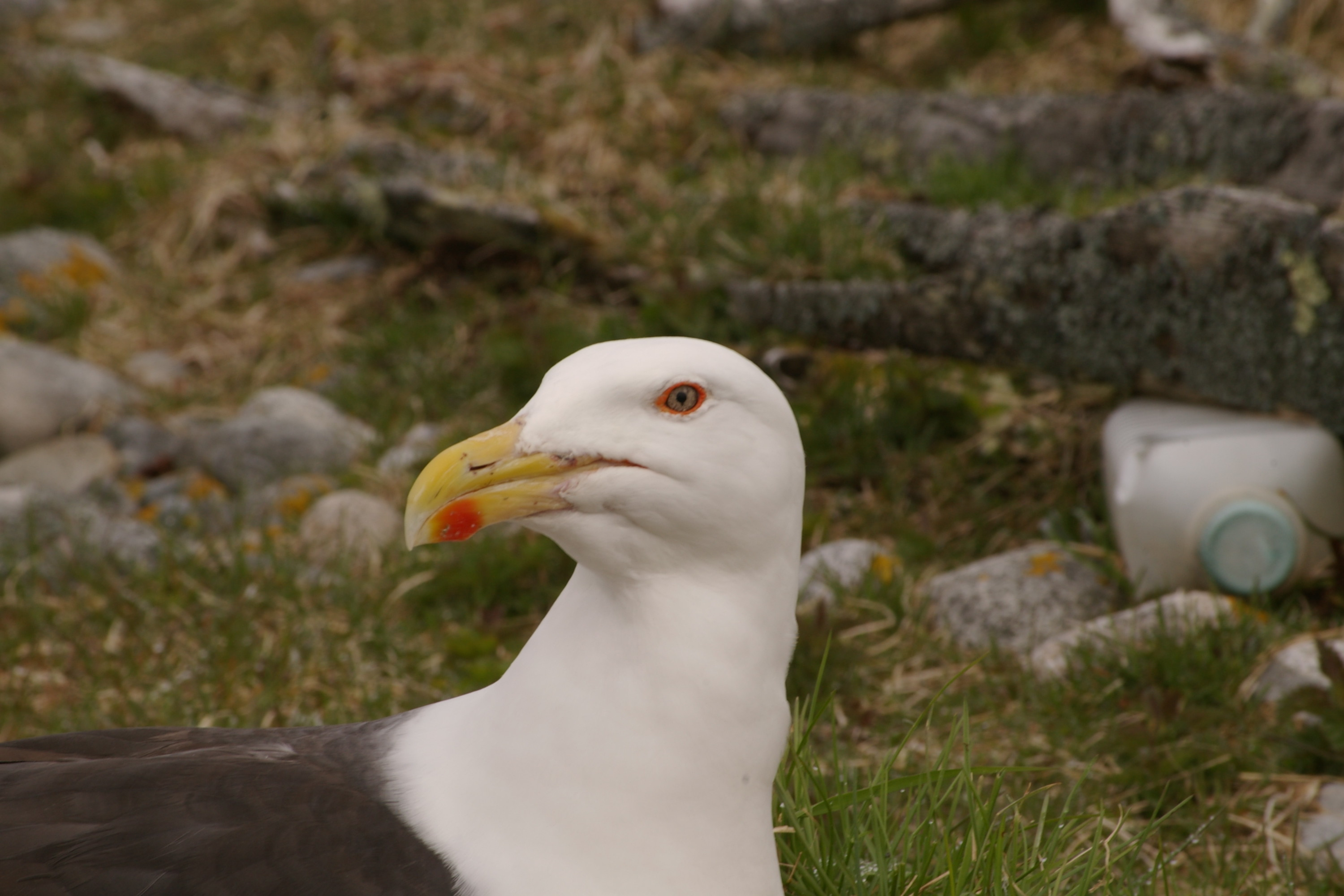
Mòng biển lưng đen sở hữu một chiếc mỏ rất lớn và khỏe
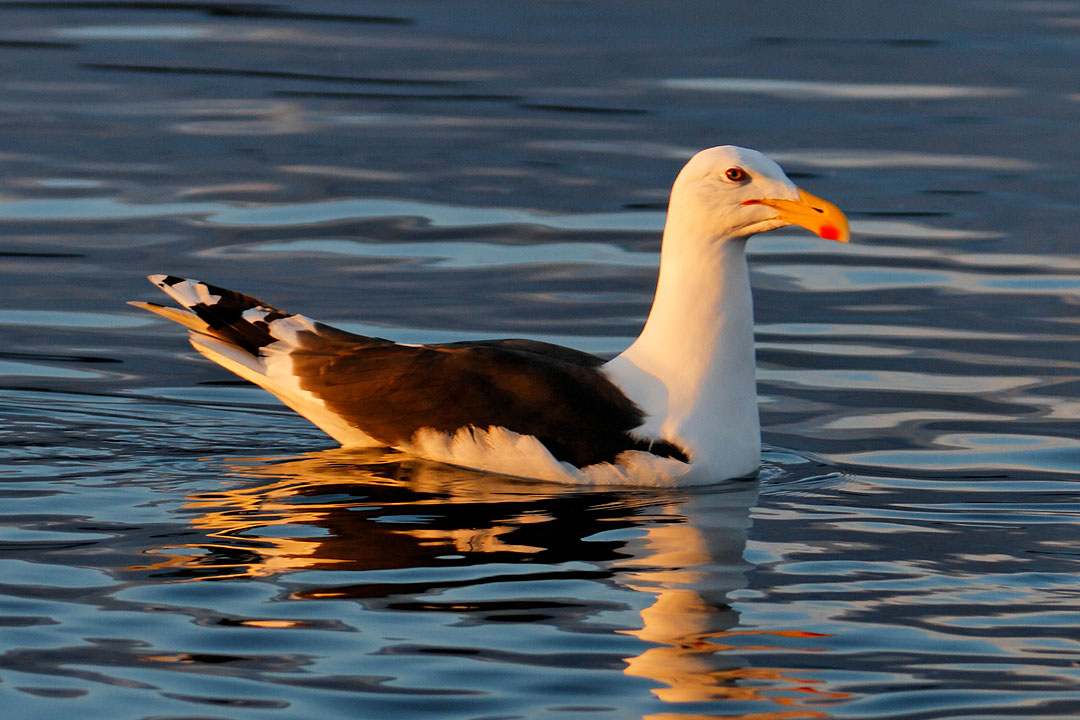
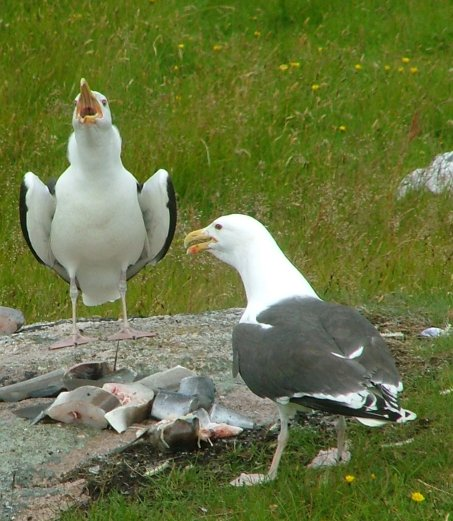
Great Black-backed Gulls displaying
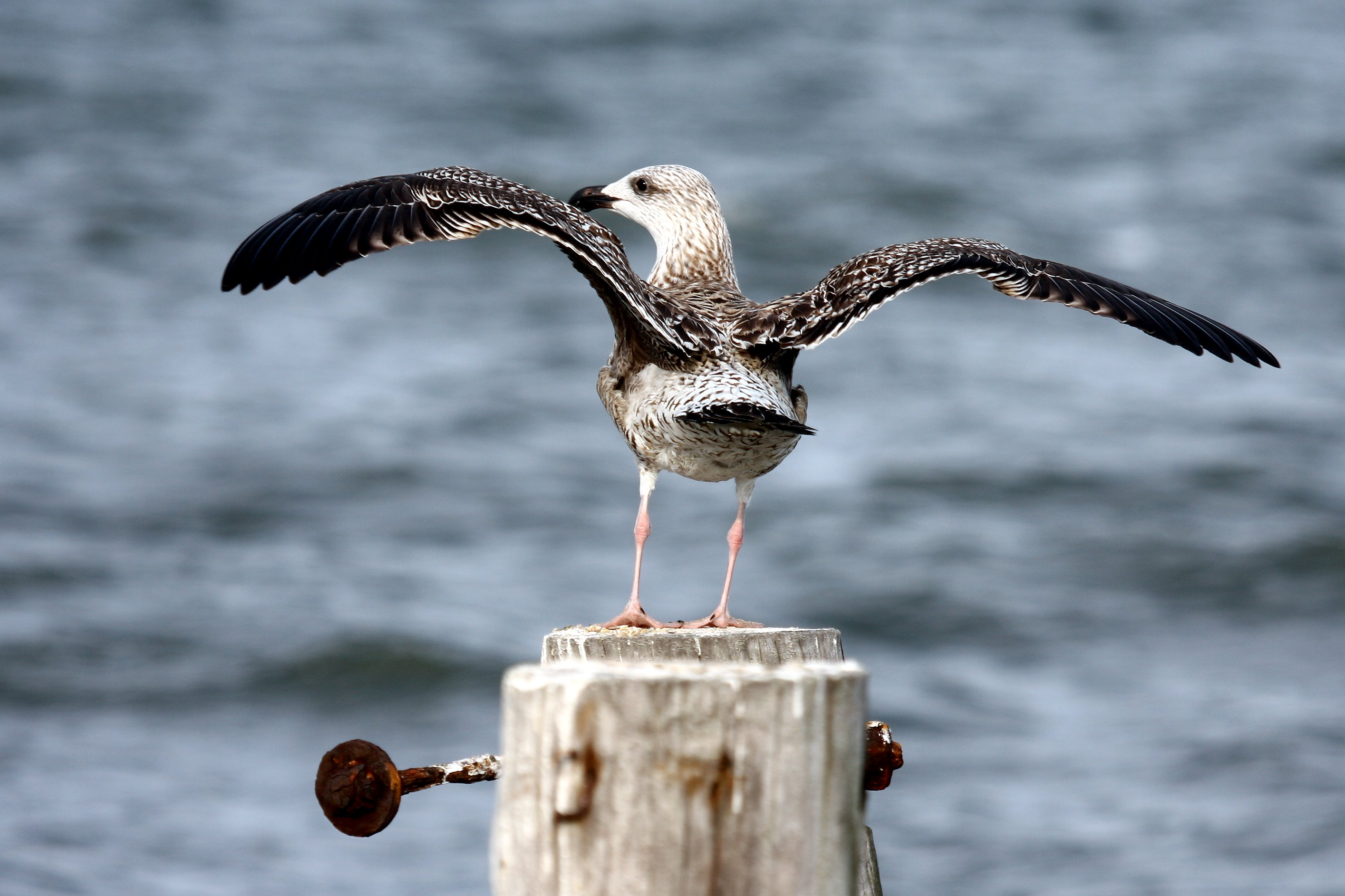
Mòng biển chưa trưởng thành, hình chụp tại Mũi May Point, New Jersey
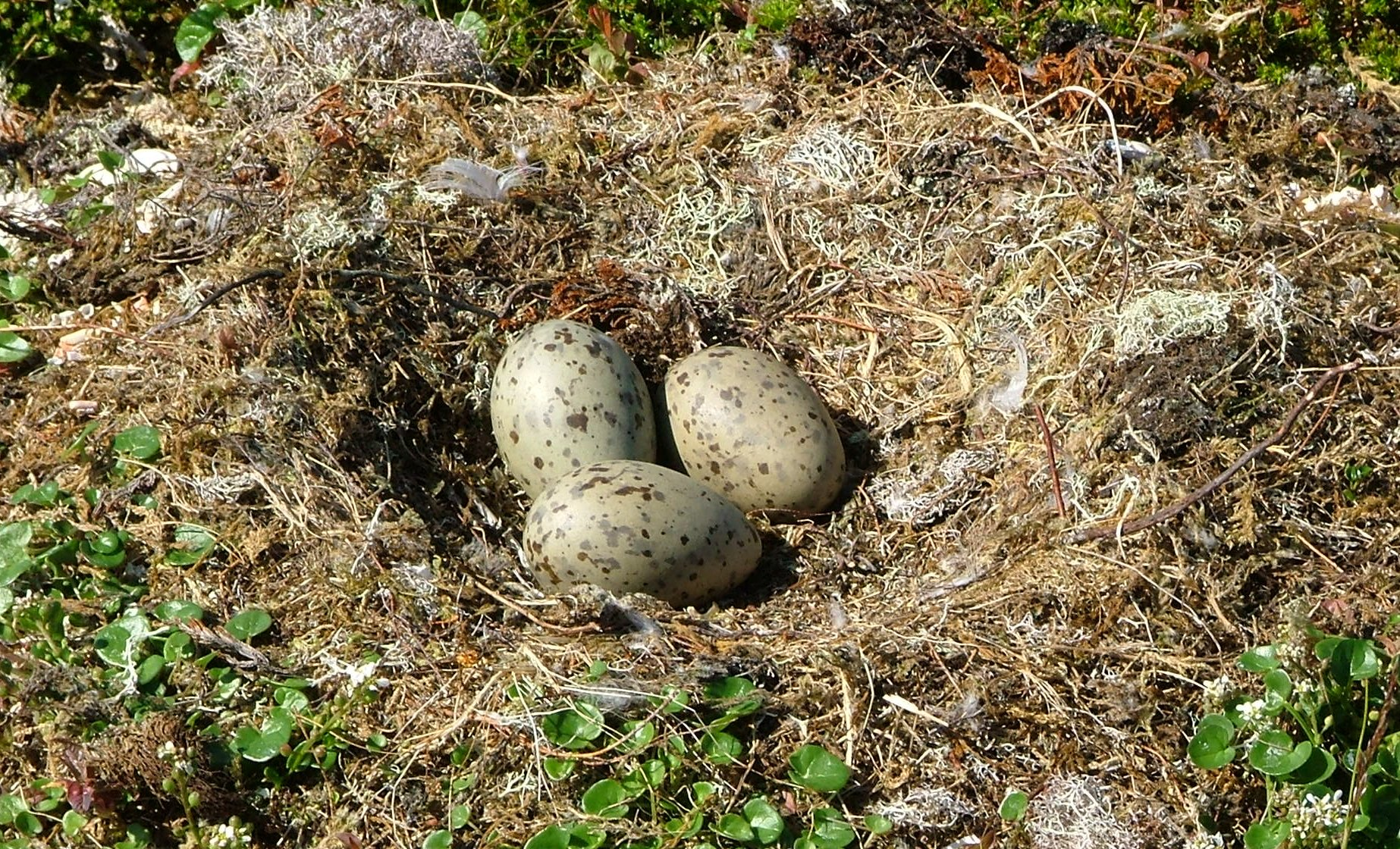
Tổ và trứng
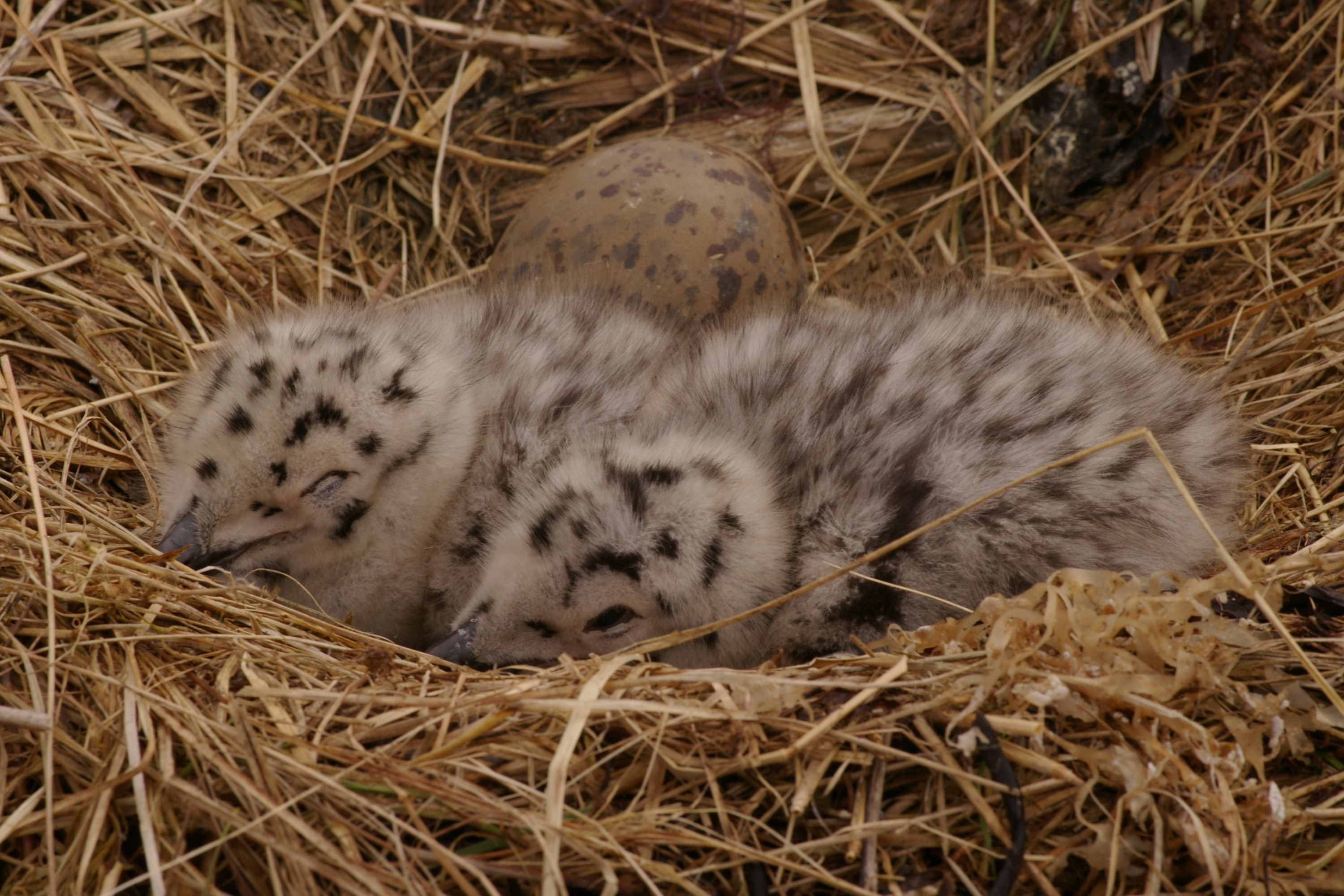
Chim non